# زينده قول (مهاباد)
قرية زينده قول (بالكردية: زیندەقۆڵ) هي إحدى القرى التابعة لـكاني بازار في ريف قسم خليفان من مقاطعة مهاباد، في محافظة أذربیجان الغربیة الإيرانية.

## السكان
حسب إحصاءات سنة 2006، بلغ إجمالي السكان في زينده قول 208 نسمة وعدد المساكن 27 مسكن. لغة سكان زينده قول هي اللغة الكردية و هم من أهل السنة والجماعة والمذهب الشافعي.